# Done done
Done done is een lied van de Nederlandse producer Jack $hirak in samenwerking met rapper Lil' Kleine en zanger Jonna Fraser. Het werd in 2021 als single uitgebracht en stond in hetzelfde jaar als zesde track op het album Talou van Jack $hirak.

## Achtergrond
Done done is geschreven door Jonathan Jeffrey Grando, Jorik Scholten en Julien Willemsen en geproduceerd door Jack $hirak. Het is een nummer uit het genre nederhop. Het is een lied dat gaat over beëindigen van een relatie en helemaal klaar zijn met de ander. 
Het is niet de eerste keer dat de artiesten met elkaar samenwerken. Jack $hirak en Lil' Kleine stonden samen al op Miljonair en Uhuh. Ze herhaalden de samenwerking op Pornstar martini en Johnny. Met Jonna Fraser had $hirak de hit Amor. Lil' Kleine en Jonna Fraser waren voor Done done samen te horen op onder andere 4 life en Halen & trekken.

## Hitnoteringen
De artiesten hadden verschillend succes met het lied in Nederland. Het piekte op de zeventiende plaats van de Single Top 100 en stond vier weken in deze hitlijst. De Top 40 werd niet bereikt; het lied bleef steken op de achttiende plaats van de Tipparade.